# Sambhuvarman
Sambhuvarman (chữ Hán: 商菩跋摩 / Thương-bồ-bạt-ma, 范梵志 / Phạm-phạn-chí; ? - 629) là quốc vương Lâm Ấp trong giai đoạn 572 - 605 và Chăm Pa ở giai đoạn 605 - 629 . Hành trạng của ông được xác thực bởi Nam sử và Tùy thư.

## Tiểu sử
Sambhuvarman đăng cơ vào năm 572, sau khi cha ông là Rudravarman I băng hà. Dưới sự thống trị của Sambhuvarman, xã hội Lâm Ấp đạt tới đỉnh thịnh, văn hóa của nó bắt đầu lan tỏa khắp Đông Nam Á. Như phải trả giá cho sự hưng vượng, Lâm Ấp trở thành miếng mồi ngon mà các nước lân cận thèm thuồng. Vào năm 598, nhà Tùy viện cớ Sambhuvarman xao nhãng việc tuế cống để khởi binh tiến đánh. Quân lực ít ỏi lâu ngày không thao luyện của Sambhuvarman khó kháng cự nổi đạo quân hùng hậu của từ phương bắc. Nhà Tùy đô hộ Bắc phần của Lâm Ấp (tương ứng khu vực Thừa Thiên trở ra Bắc), cất đặt quan thứ sử Ôn Phóng Chi và đại tướng Giao Tuấn để trấn thủ, lại chia xứ này thành ba lãnh địa Đảng Châu, Nông Châu, Xung Châu. Nhưng chưa thực an tâm, đến năm 605, nhà Tùy lại sai tướng Lưu Phương phát động một cuộc tổng công kích nhằm kinh đô Kandapurpura. Thành quách kiên cố này hoàn toàn bị hủy diệt sau nhiều tháng giao tranh. Từ thời điểm đó, vương quốc Lâm Ấp chính thức cáo chung sau 4 thế kỷ tồn tại.
| “                            | Phương sang sông đến Khu Túc, vượt qua sáu dặm, trước sau gặp giặc, mỗi lần đánh nhau đều bắt được giặc. Quân tiến đến sông Đại Duyên, quân giặc giữ chỗ hiểm, Phương lại đánh phá được. Qua cột đồng Mã Viện đi về phía Nam 8 ngày, đến quốc đô Lâm Ấp. Vua Lâm Ấp là Phạn Chí bỏ thành chạy ra bể, Phương thu được miếu chủ ngôi vàng, phá hư cung thất của Lâm Ấp, khắc đá ghi công rồi về. | ” |
| — Tùy thư, Lưu Phương truyện | |   |

Tuy nhiên, vua Sambhuvarman quyết bỏ kinh đô chạy ra biển xuôi thuyền vào Nam. Tại địa phận nay là tỉnh Quảng Nam, ông dựng lại một quốc gia mới, sự kiện này được Nam sử gọi là Biệt lập kiến quốc (別建國邑). Sambhuvarman hạ lệnh gấp rút xây tân đô Simhapura, lại đặt tên nước là Champa, theo tên một loài hoa đẹp mọc nhiều ở Nam Trung Bộ và ngỏ ý khai sáng thời đại mới. Vào khoảng thời gian này, Sambhuvarman bắt đầu cho dựng lại khu đền Bhadresvara bằng gạch cho kiên cố và đường bệ hơn để làm chốn níu giữ tâm linh cho thần dân, ngôi đền này vốn bằng gỗ và đã bị hủy hoại trong chiến tranh.
Sau khoảng 10 năm từ khi mất cố đô Kandapurpura, thừa thế nhà Tùy suy yếu, Sambhuvarman phát động một chiến dịch nhằm thu hồi các lãnh địa phương Bắc và thành công. Các vua nối nghiệp Sambhuvarman tiếp tục bành trướng lãnh thổ về phía Nam, vốn là nơi cư trú của các bộ lạc Cau.

## Dấu ấn
Di tích thánh địa Mỹ Sơn gắn liền với công nghiệp lập quốc Chăm Pa của vua Sambhuvarman, ông cũng là lãnh tụ Chăm Pa khởi xướng việc dựng đền thờ cho chính mình nhằm coi vua như một á thần.